# Gerrolasius hermanni
Gerrolasius hermanni är en tvåvingeart som beskrevs av Jason Gilbert Hayden Londt 1988. Gerrolasius hermanni ingår i släktet Gerrolasius och familjen rovflugor.
Artens utbredningsområde är Moçambique. Inga underarter finns listade i Catalogue of Life.